# Белозёрово (Ярославская область)
Белозёрово  — деревня Охотинского сельского поселения Мышкинского района Ярославской области.
Деревня расположена на окружённом лесами поле на расстоянии около 1 км к востоку от федеральной автомобильной трассе Р104, и на расстоянии около 2,5 км от правого берега Волги (Рыбинское водохранилище). К западу от деревни на федеральной трассе стоит деревня Кирьяново, а к северо-западу деревня Порхачи .
На 1 января 2007 года в деревне числилось 9 постоянных жителей. Деревню обслуживает почтовое отделение, находящееся в селе Охотино .